# Kecskemét
Kecskemét (AFI: [ˈkɛtʃkɛme:t]) es una ciudad situada en el distrito de Kecskemét, en el condado de Bács-Kiskun, Hungría. Tiene una población estimada, a inicios de 2022, de 108 817 habitantes.
Es la sede del condado desde 1950.
La ciudad ha tenido un importante crecimiento económico a partir de la instalación de la primera inversión del consorcio Daimler (Mercedes-Benz) en la región.

## Etimología
Existe consenso en que el nombre proviene de kecske, que significa cabra.

## Ubicación
La ciudad se sitúa en la Gran Llanura húngara (Alföld). Está a medio camino entre Budapest y Szeged, a 86 kilómetros de ambas ciudades, y a igual distancia de los dos ríos más grandes del país, el Danubio y el Tisza. 
En Kecskemét se encuentra la base aérea "Szentgyörgyi Dezső", aéreas perteneciente a la Fuerza Aérea Húngara. Atrae a muchos visitantes un festival bianual e internacional celebrado en dicho aeródromo.

## Economía
Desde los años 1960, la ciudad ha puesto conscientemente las ventajas derivadas de su ubicación geográfica central al servicio de su desarrollo. En ese momento la economía se basaba en el procesamiento de alimentos (industria de conservas, destilación, industria molinera).
Hoy en día, el rápido crecimiento económico de Kecskemét suele atribuirse a la instalación de Daimler. Esta gran inversión dio un fuerte impulso a la región: creó miles de nuevos empleos, redujo el desempleo y abrió posibilidades de desarrollo para las pequeñas y medianas empresas húngaras. Además de sus numerosos proveedores, hay muchas empresas extranjeras e internacionales reconocidas instaladas en la ciudad y en los parques industriales de Kecskemét, así como varias industrias nacionales.
Tienen especial relevancia, entre las grandes multinacionales ubicadas en la ciudad, Mercedes-Benz; Knorr Bremse (productos para vehículos industriales) y Phoenix Mecano (tecnología industrial). En octubre de 2022 comenzó a funcionar una segunda planta de prensado de 23.000 metros cuadrados de la fábrica de Mercedes-Benz que ha aumentado significativamente la producción de autopartes.
La ciudad cuenta con dos centros comerciales, Alföld Áruház y Malom Központ. Todos los fines de semana (sábados y domingos) se organiza el Zsibpiac, un popular rastro al aire libre especializado en artículos de segunda mano.

## Educación
La ciudad tiene una nutrida oferta de centros educativos que cubren todos los niveles de enseñanza, repartidos por los distintos distritos. La Universidad Neumann János es la universidad pública de Kecskemét, fundada en 2016 tras fusionar sus diversas escuelas superiores. Su campus engloba cuatro facultades: Ingeniería e Informática - Magisterio - Economía y  Negocios - Horticultura y Desarrollo rural. Dispone de unos 5000 alumnos y ofrece 17 títulos de grado.
Además, Kecskemét es un centro de excelencia musical. La ciudad natal de Zoltán Kodály acoge el Instituto Kodály, centro de referencia internacional. Alumnos de todo el mundo acuden para formarse en su conservatorio. Está situado desde 1975 en el antiguo monasterio de la actual iglesia de San Miguel (Szent Miklós-templom).

## Geografía
Kecskemét fue formada en el punto en que se encuentra una gran zona arenosa amarilla, cuya altitud es de 120 metros sobre el nivel del mar. El territorio al oeste de la ciudad está cubierto por la arena arrastrada por el viento, que se caracteriza por las dunas casi paralelas con dirección norte-sur y las tierras llanas entre ellas. Al final del siglo XVIII y principios del XIX, los pastos quedaron empobrecidos y en muchos sitios se destruyó la cubierta de vegetación natural, lo que causó el movimiento de la arena que puso en serio peligro a la ciudad. La reforestación, plantaciones frutales y vides trajeron consigo una barrera natural que impedía que los vientos se llevaran las arenas.

### Clima
El rasgo característico del tiempo en la región es la polaridad térmica, con una horquilla térmica de unos 50° (mínimas de -10 °C en invierno y máximas de 40 °C en verano). Al igual que en el resto del país, el clima es continental seco. Las lluvias se concentran a finales de primavera y finales de otoño. Las condiciones favorables de luz hacen que la región sea apta para productos de fama nacional como el albaricoque, el pimiento rojo, el tomate, etc. El mes más caluroso en Kecskemét es julio, con una temperatura media de 20,9 °C; el más frío es enero, con 1,9 °C. Las nevadas no son copiosas, pero suelen aparecer puntualmente entre enero y marzo. A principios de la primavera y al final del otoño son frecuentes las heladas en la Gran llanura húngara. La tendencia a las heladas por lo general no desaparece hasta mediados de abril, y a partir de la tercera semana de octubre reinan temperaturas por debajo de los 0 °C. A principios de verano son habituales las tormentas eléctricas. La influencia de masas de aire cálido procedentes del Adriático y masas más frías procedentes de los Cárpatos hacen que en la región los vientos soplen frecuentemente.
| Parámetros climáticos promedio de Kecskemét | Parámetros climáticos promedio de Kecskemét | Parámetros climáticos promedio de Kecskemét | Parámetros climáticos promedio de Kecskemét | Parámetros climáticos promedio de Kecskemét | Parámetros climáticos promedio de Kecskemét | Parámetros climáticos promedio de Kecskemét | Parámetros climáticos promedio de Kecskemét | Parámetros climáticos promedio de Kecskemét | Parámetros climáticos promedio de Kecskemét | Parámetros climáticos promedio de Kecskemét | Parámetros climáticos promedio de Kecskemét | Parámetros climáticos promedio de Kecskemét | Parámetros climáticos promedio de Kecskemét |
| Mes                                         | Ene.                                        | Feb.                                        | Mar.                                        | Abr.                                        | May.                                        | Jun.                                        | Jul.                                        | Ago.                                        | Sep.                                        | Oct.                                        | Nov.                                        | Dic.                                        | Anual                                       |
| ------------------------------------------- | ------------------------------------------- | ------------------------------------------- | ------------------------------------------- | ------------------------------------------- | ------------------------------------------- | ------------------------------------------- | ------------------------------------------- | ------------------------------------------- | ------------------------------------------- | ------------------------------------------- | ------------------------------------------- | ------------------------------------------- | ------------------------------------------- |
| Temp. máx. abs. (°C)                        | 18.6                                        | 20.5                                        | 24.8                                        | 29.8                                        | 34.0                                        | 37.7                                        | 41.7                                        | 38.3                                        | 36.0                                        | 28.5                                        | 22.9                                        | 18.6                                        | 41.7                                        |
| Temp. máx. media (°C)                       | 2.9                                         | 5.7                                         | 11.2                                        | 17.8                                        | 22.7                                        | 26.3                                        | 28.4                                        | 28.4                                        | 22.7                                        | 16.8                                        | 9.7                                         | 3.5                                         | 16.4                                        |
| Temp. media (°C)                            | −0.2                                        | 1.7                                         | 6.1                                         | 11.7                                        | 16.5                                        | 20.2                                        | 22.0                                        | 21.8                                        | 16.8                                        | 11.5                                        | 5.9                                         | 0.7                                         | 11.2                                        |
| Temp. mín. media (°C)                       | −3.1                                        | −2.2                                        | 1.2                                         | 5.6                                         | 10.4                                        | 14.1                                        | 15.7                                        | 15.3                                        | 11.0                                        | 6.4                                         | 2.3                                         | −1.9                                        | 6.2                                         |
| Temp. mín. abs. (°C)                        | -24.6                                       | -22.5                                       | -15.1                                       | -7.1                                        | -2.6                                        | 4.6                                         | 2.0                                         | 5.0                                         | 0.1                                         | -10.5                                       | -19.6                                       | -21.2                                       | -24.6                                       |
| Precipitación total (mm)                    | 31.2                                        | 33.9                                        | 43.2                                        | 43.4                                        | 72.7                                        | 75.7                                        | 79.9                                        | 54.9                                        | 53.3                                        | 52.5                                        | 46.0                                        | 42.4                                        | 629.2                                       |
| Días de lluvias (≥ 1 mm)                    | 6.7                                         | 7.0                                         | 6.9                                         | 7.2                                         | 10.0                                        | 9.0                                         | 7.9                                         | 6.6                                         | 7.2                                         | 7.2                                         | 8.6                                         | 9.0                                         | 93.3                                        |
| Fuente:                                     |                                             |                                             |                                             |                                             |                                             |                                             |                                             |                                             |                                             |                                             |                                             |                                             |                                             |

## Historia
Las primeras evidencias arqueológicas de asentamiento en la zona datan del Neolítico, hacia el V milenio a. C. En el primer milenio d. C. el lugar fue pasando por las manos de diferentes tribus nómadas de la estepa asiática: sármatas, hunos y, finalmente, magiares. Así, durante la época romana el área quedó en territorio bárbaro cerca del limes, bajo control de los yacigios (tribu nómada sármata) en el siglo I a. C. Estos combinaban los pactos con Roma con incursiones en la provincia de Panonia, controlando la llanura húngara desde la ribera izquierda del Danubio hasta el río Tisza. A mediados del siglo V, los hunos liderados por el rey Atila penetraron desde los Cárpatos, empujados por alanos y ostrogodos en un efecto dominó y atraídos por la descomposición del Imperio Romano de Occidente.
Podemos hablar de un asentamiento permanentemente ocupado desde fines del siglo IX, con la llegada de los magiares liderados por Árpád. A principios del siglo XIII Kecskemét estaba compuesta por 7 aldeas agro-ganaderas que juntas sumaban 200/300 habitantes, cuyo nexo de unión era una pequeña iglesia románica, cuyas ruinas son los vestigios arquitectónicos más antiguos. En 1368 (siglo XIV), bajo el reinado de Luis I el Grande, Kecskemét adquiere el rango de ciudad, con derecho a disponer de sello, concejo y burgomaestre propio. Este periodo de prosperidad bajomedieval atraerá la presencia de un mercado local, con artesanía y comercio regional.
Desde 1526 y hasta 1683, coincidiendo con la ocupación otomana de Hungría, el sultán turco la libró de la destrucción a cambio de fuertes parias que la ciudad pagaba con regularidad al gobernador o bajá de Buda, de la que dependía para asuntos tributarios. Al igual que el resto de la Gran Llanura Húngara, los colonos se refugiaron en el núcleo urbano, protegiéndose con empalizadas de las razzias turcas y concentrando en torno a 30.000 cabezas de ganado. Como en la mayoría del país, los otomanos no llevaron a cabo construcciones de infraestructuras significativas.
A fines del XVIII, el sobre pastoreo de la región provocó una severa erosión del suelo de la estepa húngara, volviéndose arenoso y provocando el nacimiento de dunas móviles. Esto motivó una pérdida progresiva de la preponderancia ganadera en favor de la agricultura. Para fijar el suelo y coincidiendo con la plaga de filoxera de los viñedos de Tokaj, terratenientes como Wéber Ede procedieron a la plantación masiva de viñedos y albaricoques desde la década de 1870. En el siglo XX la región ya se había convertido en la comarca vinícola de mayor producción del país, título que sigue ostentando. Ese es el origen de su popular barackpálinka, aguardiente de albaricoque.
El desarrollo agrario dio lugar a una naciente burguesía. Además, la ciudad vio nacer a dos artistas de renombre internacional, como el dramaturgo József Katona (1791) y el compositor Zoltán Kodály, que nació aquí en 1882 en la actual estación de tren. En 1806 culminó en estilo neoclásico la construcción de la Iglesia Mayor (Nagytemplom), dependiente del arzobispado de Kalocsa y hoy sede arzobispal. El reloj que preside esta torre parroquial es el mayor de toda Hungría. 
A fines del siglo XIX y durante la primera década del siglo XX, la ciudad configura la mayoría de lo que hoy es su casco histórico, con la construcción en estilo modernista del Ayuntamiento (Ö. Lechner y G. Pártos, 1897), el Palacio Cifra (hoy galería de exposiciones), el edificio Otthon (actual cine), la Iglesia luterana, el Colegio reformado calvinista o la Sinagoga Menor (actual Museo de la Fotografía). La ciudad fue el epicentro del terremoto de 1911, que causó algunos daños urbanísticos, entre ellos el hundimiento parcial de la cúpula de la Sinagoga Mayor. En 1944, al final de la II Guerra Mundial, las autoridades ordenaron la deportación de los judíos de la ciudad hacia el campo de concentración de Auschwitz-Birkenau, donde fueron exterminados. El templo quedó desacralizado tras la ocupación soviética de 1945, siendo adquirido por la ciudad en 1966 y convertido en Casa de la Técnica (TEKA) y centro de eventos.
La reordenación administrativa de la República Popular de Hungría favoreció a Kecskemét, que se convirtió en 1950 en capital de la provincia de Bács-Kiskun, anteriormente dividida en dos condados diferentes. Este nuevo papel administrativo favoreció el mayor crecimiento urbanístico y demográfico de la historia de la ciudad, que pasó de los 61.000 habitantes de 1950 a los 97.000 de 1980.
A causa de las excelentes habilidades urbanísticas del arquitecto József Kerényi, el carácter histórico de la ciudad se ha mantenido vivo en los tiempos modernos. Su arquitectura orgánica plasmada en la década de 1970 y 1980 apostaba por un desarrollo urbano integrado en el patrimonio arquitectónico del lugar, con proyectos como la remodelación de la calle Kéttemplom, el actual Conservatorio de música Kodály (antiguo convento franciscano), la integración de las ruinas franciscanas en Szabadság tér o el Museo del Juguete. 
En 2003 se procedió a la demolición del antiguo molino cerealístico construido en 1870 junto a la Iglesia Mayor (Nagytemplom). En su lugar se construyó el centro comercial Malom Center, el mayor y más moderno de la ciudad. El impacto paisajístico de su estilo vanguardista y la demolición de un edificio protegido han sido motivo de discusión y acciones judiciales.

## Distritos de la ciudad de Kecskemét
Kecskemét está dividido en 21 distritos más 1 (casco histórico):
- Belváros
- I. Árpádváros
- II. Máriaváros
- III. Széchenyiváros
- IV. Bethlenváros
- V. Rákócziváros
- VI. Erzsébetváros
- VII. Kossuthváros
- VIII. Hunyadiváros
- IX. Szent István-város (Műkertváros, Szolnoki-hegy)
- X. Szent László-város (Rendőrfalu)
- XI. Alsószéktó (Szeleifalu)
- XII. Felsőszéktó (Petőfiváros, Sutusfalu)
- XIII. Talfája
- XIV. Katonatelep
- XV. Repülőtér (Reptéri-lakótelep)
- XVI. Matkó
- XVII. Kadafalva
- XVIII. Szarkás
- XIX. Hetényegyháza
- XX. Méntelek
- XXI. Borbáspuszta